# Prazeres (Lisboa)
Prazeres é uma parte da cidade e antiga freguesia portuguesa do município de Lisboa, com 1,57 km² de área e 8 096 habitantes (2011). Densidade: 5 156,7 hab/km².
Foi uma das 12 freguesias criadas pela reorganização administrativa da cidade de Lisboa de 7 de fevereiro de 1959, por desanexação da freguesia de Alcântara.
Como consequência de nova reorganização administrativa, oficializada a 8 de novembro de 2012 e que entrou em vigor após as eleições autárquicas de 2013, foi determinada a extinção da freguesia, passando o seu território integralmente para a nova freguesia da Estrela.
No território desta antiga freguesia fica situado o Cemitério dos Prazeres, o mais conhecido cemitério da cidade de Lisboa.

## População
★ Freguesia criada pelo decreto-lei nº 42.142, de 07/02/1959
| 1960   | 1970   | 1981   | 1991   | 2001  | 2011  |
| 20 326 | 16 188 | 14 837 | 10 068 | 8 492 | 8 096 |

Grupos etários' em 2001 e 2011			

|     | 0-14 anos   | 15-24 anos | 25-64 anos   | 65 e + anos  |
| Hab | 948 \| 1196 | 933 \| 730 | 4524 \| 4359 | 2087 \| 1811 |
| Var | +26%        | -22%       | -4%          | -13%         |

## Património
- Cemitério dos Prazeres
- Túmulo da Rainha D. Mariana Vitória, na Igreja de São Francisco de Paula.
- Edifício do Teatro Casa da Comédia
- Edifício na Calçada das Necessidades, n.ºs 6 a 6A
- Palacete dos Viscondes e Condes dos Olivais e Penha-Longa ou Palacete da Lapa
- Chafariz das Janelas Verdes
- Palácio do Conde de Óbidos, onde está instalada a Cruz Vermelha Portuguesa
- Igreja de São Francisco de Paula
- Conjunto do Palácio das Necessidades ou Convento de São Filipe de Néri (antigo)
- Gare Marítima de Alcântara ou Estação Marítima de Alcântara

## Arruamentos
A freguesia dos Prazeres continha 88 arruamentos. Eram eles:
| - Alto da Cova da Moura - Avenida da Índia - Avenida de Brasília - Avenida de Ceuta - Avenida Infante Santo - Avenida Vinte e Quatro de Julho - Beco da Bolacha - Beco das Pirralhas - Beco do Funileiro - Beco do Olival - Beco do Tremoceiro - Beco dos Capachinhos - Beco dos Contrabandistas - Calçada da Pampulha - Calçada das Necessidades - Calçada do Livramento - Casal de Colares - Escadaria José António Marques - Estrada do Loureiro - Estrada dos Prazeres - Jardim Nove de Abril - Largo das Necessidades - Largo do Doutor José de Figueiredo - Largo do Rilvas - Praça da Armada - Praça General Domingos de Oliveira - Praça São João Bosco - Rampa das Necessidades - Rocha do Conde de Óbidos - Rua Capitão Afonso Pala - Rua Cascais | - Rua Coronel Ribeiro Viana - Rua da Arriaga - Rua da Correnteza de Baixo - Rua da Costa - Rua da Cova da Moura - Rua das Janelas Verdes - Rua das Necessidades - Rua de São Caetano - Rua de São Domingos - Rua de São Francisco de Borja - Rua do Arco a Alcântara - Rua do Borja - Rua do Cais de Alcântara - Rua do Conde - Rua do Olival - Rua do Pau de Bandeira - Rua do Possolo - Rua do Prior - Rua do Sacramento a Alcântara - Rua do Sacramento à Lapa - Rua dos Contrabandistas - Rua Embaixador Teixeira de Sampaio - Rua Gilberto Rola - Rua João de Oliveira Miguens - Rua Joaquim Casimiro - Rua Maestro António Taborda - Rua Maria Pia - Rua Possidónio da Silva - Rua Presidente Arriaga - Rua Prior do Crato - Rua Ribeiro Sanches | - Rua Santos Pinto - Rua Tenente Valadim - Rua Vieira da Silva - Travessa da Amoreira - Travessa da Costa - Travessa da Cova da Moura - Travessa da Cruz da Rocha - Travessa da Horta Navia - Travessa da Paz - Travessa da Torrinha - Travessa da Trabuqueta - Travessa das Atafonas - Travessa das Necessidades - Travessa de Dom Brás - Travessa de Santo António a Santos - Travessa de São João de Deus - Travessa do Baluarte - Travessa do Castro - Travessa do Chafariz das Terras - Travessa do Ferreiro - Travessa do Livramento - Travessa do Olival a Santos - Travessa do Sacramento a Alcântara - Travessa do Tesouro - Travessa dos Brunos - Triste Feia |